# ياكوب شتاينر
ياكوب شتاينر (بالإنجليزية: Jakob steiner) (18 مارس 1796- 1 أبريل 1863) عالم رياضيات سويسري. كانت أعماله مركزة بشكل أساسي على الهندسة.

## المساهمات
- نظام شتاينر
- سطح شتاينر
- مسألة شتاينر
- شجرة شتاينر
- مبرهنة شتاينر-ليموس
- مبرهنة بونسليت-شتاينر
- نقطة شتاينر

## طالع ايضا
- سلسلة شتاينر

## وصلات خارجية
- ياكوب شتاينر على موقع الموسوعة البريطانية (الإنجليزية)

- Steiner, J. (1796-1863)
- O'Connor، John J.؛ Robertson، Edmund F.، "ياكوب شتاينر"، تاريخ ماكتوتور لأرشيف الرياضيات
- Jacob Steiner's work on the Isoperimetric Problem at Convergence